# Brug-groep
De Brug-groep was een groep Nederlandse communisten actief eind jaren '50. Deze groep had onvrede met de politiek van de Communistische Partij van Nederland (CPN) en haar leider Paul de Groot.

## Destalinisatie
De oorsprong in het conflict tussen de Brug-groep en de CPN leiding lag in de destalinisatie. Na de dood van Jozef Stalin in 1953 kwam, na een periode van collectief leiderschap, Nikita Chroesjtsjov aan de macht in de Sovjet-Unie. Tijdens een geheime toespraak op het 20ste partijcongres van de Communistische Partij van de Sovjet-Unie (CPSU) op 25 februari 1956 nam hij afstand van Stalin en bekritiseerde hij de Grote Zuivering uit de jaren '30 en de groteske persoonsverheerlijking.
Bij de CPN kwam deze kritiek als donderslag bij heldere hemel. In eerste instantie dacht de partijtop dat de toespraak een poging was van Westerse mogendheden om desinformatie te verspreiden. Het duurde enige tijd voordat Moskou bevestigde dat de toespraak echt was. Pas in april kwam de leiding van de CPN met een resolutie als reactie, waarin de besluiten van 20ste partij van de CPSU "met grote instemming [werden] begroet", maar de CPN stelde ook dat zij de "positieve betekenis van Stalin [zou hoog houden]".
De destalinisatie leidde tot opstanden in Polen en Hongarije en in het laatst genoemde land zou de Sovjet-Unie militair ingrijpen om haar hegemonie te beschermen. De invasie van de Sovjet-Unie werd gesteund door de CPN. Dit leidde tot gewelddadige protesten bij het CPN-hoofdkantoor Felix Meritis. Duizenden abonnees van De Waarheid zegden hun abonnement op.

## Vakbondstactiek
Parallel aan de discussie over de destalinisatie waren er ook groeiende spanningen rondom de Eenheidsvakcentrale (EVC). De EVC was de vakcentrale opgericht door de CPN en had de eerste jaren na de Tweede Wereldoorlog ruim 160.000 leden. Echter, door de Koude Oorlog verloor de EVC voor veel arbeiders haar aantrekkingskracht. Dit veroorzaakte binnen de CPN een discussie over nut en noodzaak van de EVC. Partijleider Paul de Groot wilde de EVC onder directe leiding brengen van de partij en vervolgens aansturen op een fusie met het grotere sociaaldemocratische Nederlands Verbond van Vakverenigingen (NVV). Dit leidde tot irritatie in zowel het partijbestuur (Henk Gortzak, Gerben Wagenaar en Rie Lips-Odinot waren tegen), als bij de belangrijkste EVC-bestuurders (zoals Bertus Brandsen en Frits Reuter). Zij zagen dit ook als een manier van De Groot om zijn macht binnen de bond en de partij verder te vergroten.
De crisis laaide verder op door de verspreiding van anonieme ledenbrieven, geschreven door de Binnenlandse Veiligheidsdienst (BVD), die tweespalt creëerde in de partij. De BVD lekte ook veelvuldig naar kranten zoals Het Vrije Volk en De Volkskrant, die regelmatig over de interne crisis bij de CPN schreven.

## Splitsing
In aanloop naar de Provinciale Statenverkiezingen in maart 1958 barstte de bom. Het royement van de Tilburgse propagandist Arie Verreyt (hij had zich kritisch uitgelaten over Paul de Groot) werd gezien als een teken dat De Groot geen enkele oppositie accepteerde. Bertus Brandsen en Cor Geugjes stapten uit het partijbestuur. Geugjens werd vervolgens gedwongen zijn directeurschap van De Waarheid op te geven en ook uit de Eerste Kamer te stappen. In reactie hierop besloten twaalf bestuurders van EVC-bonden hun lidmaatschap van de CPN op te zeggen, waaronder ook twee Amsterdamse gemeenteraadsleden.
Binnen de EVC kwam er steeds openlijker strijd tussen leden die de CPN wilden volgen en leden die een onafhankelijkere koers voor ogen hadden. De inzet van deze strijd bestond uit bestuursposten en ledenlijsten, maar soms werden ook kassen en andere bezittingen van de vakcentrale gestolen. Hier en daar leidde dit tot inbraken, handgemeen en inzet van de politie. Gerben Wagenaar, die na enige kritiek eind 1957 nog had besloten De Groot weer te steunen, sloot zich in maart 1958 bij de oppositie aan uit onvrede met De Groots koers met betrekking tot de EVC.
Het partijleiderschap reageerde daar onverbiddelijk op. Bij een ingelaste kaderbijeenkomst op 23 maart 1958 beschuldigde Marcus Bakker voormalig verzetsstrijder Wagenaar ervan dat hij in de oorlog als Britse agent zou hebben gediend, en nog steeds banden zou hebben met de veiligheidsdiensten. Begin april royeerde het partijbestuur de oppositie, bestaande uit Brandsen, Reuter, Wagenaar en Gortzak. Enkele dagen later volgde ook het royement van Rie Lips-Odinot. Twee weken later viel ook de Tweede Kamerfractie uiteen.
Toen het duidelijk werd dat de oppositie onder leiding van Wagenaar met een eigen lijst deel zou nemen aan de volgende Tweede-Kamerverkiezingen, viel de CPN hen hard aan. De beschuldigingen van spionage aan het adres van Wagenaar en anderen werden geformaliseerd in het document De CPN in de oorlog (ook bekend als het Rode Boekje), geschreven door Marcus Bakker. In 1982 werd het document weer ingetrokken, een impliciete vorm van eerherstel voor Wagenaar en de zijnen.

## De Brug
De geroyeerde opposanten richtten in mei 1958 het blad De Brug op. Wagenaar probeerde bij verschillende ambassades steun te krijgen voor de nieuwe groep en daarmee de druk op te kunnen voeren op de CPN, met als doel dat de CPN de Brug-groep weer in haar gelederen moest accepteren. Dit leidde echter tot weinig, de Sovjet-Unie bleef de CPN erkennen. Wel kreeg de groep enig gehoor bij de Joegoslavische ambassade. De Brug-groep kreeg daarnaast maar beperkte steun vanuit het CPN-kader. Slechts 500 leden (de CPN had op dat moment 12.000 leden) maakten de overstap naar de groep.
Toen de poging tot toenadering tot de CPN had gefaald, besloot de groep mee te doen aan de Tweede Kamerverkiezingen in 1959, met als lijstaanvoerder Wagenaar. De verkiezingen verliepen teleurstellend voor de Brug-Groep; de groep haalde 34.723 stemmen (0,58%) en geen zetel. De CPN verging het echter niet veel beter: ze verloor de helft van haar stemmen en behield slechts 2.41%.
De Brug-Groep kreeg ruim 40% van haar stemmen in het communistische bolwerk Amsterdam, waar ook de CPN zelf ruim één-derde van haar totaal aantal stemmen haalde. Daarbuiten had de Brug-groep maar weinig aanhang. Er waren zes gemeenten waar ze meer dan 2% kreeg, waaronder 6% in Nieuweschans en 3% in Amsterdam en Beerta.

## Socialistische Werkerspartij
In de zomer van 1959 richtten de leden van de Brug-groep de Socialistische Werkerspartij (SWP) op. De partij leidde een zieltogend bestaan en kon zich ideologisch nauwelijks onderscheiden van de CPN. Het ledental bleef beneden de 200 steken, waarvan een substantieel gedeelte informanten waren voor de BVD. De CPN stabiliseerde daarentegen weer. De SWP zou alleen meedoen aan de gemeenteraadsverkiezing in Amsterdam in 1962, maar behaalde geen zetel (0,8%). In 1965 werd de partij opgeheven en leden werden geadviseerd over te stappen naar de Pacifistische Socialistische Partij (PSP). Henk Gortzak zou namens deze partij weer zitting nemen in de Tweede Kamer.

## Prominente leden

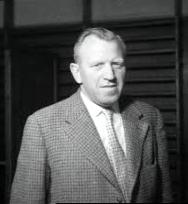
Wagenaar
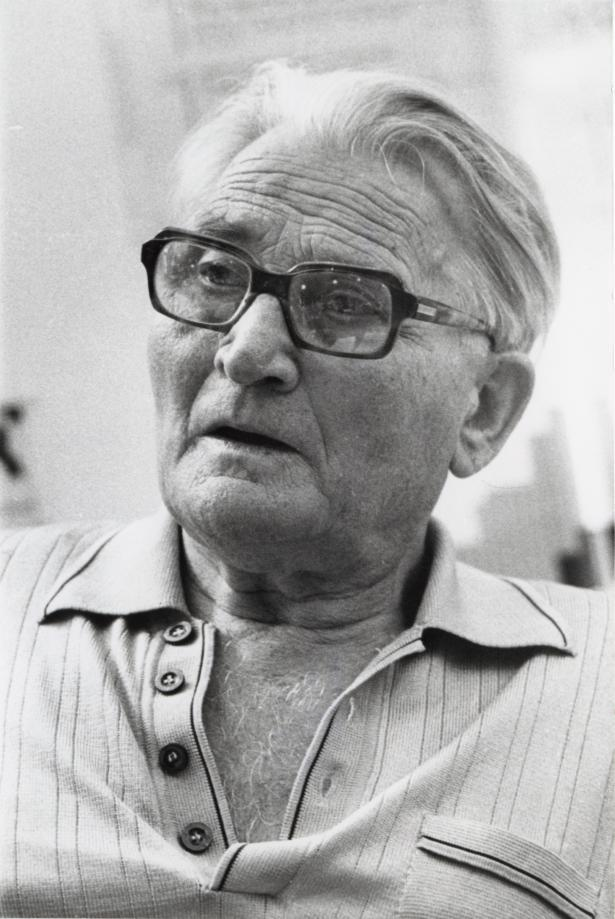
Gortzak